# Causeland (stacja kolejowa)
Causeland – stacja kolejowa w przysiółku Causeland na linii Looe Valley Line. Stacja otwarta została dla ruchu towarowego w 1860 r., ruch pasażerski rozpoczął się w 1879 r. Używana przez obserwatorów przyrody z uwagi na pobliskie stanowiska zimorodka i niecierpka. Stacja zamknięta w 1880 r., otwarta ponownie w 1888 r.

## Ruch pasażerski
Stacja w Causeland obsługuje 2040 pasażerów rocznie (dane za okres od kwietnia 2021 do marca 2022). Pociągi zatrzymują się na żądanie. Stacja obsługuje połączenia z Looe i Liskeard.